# سواروفسكي

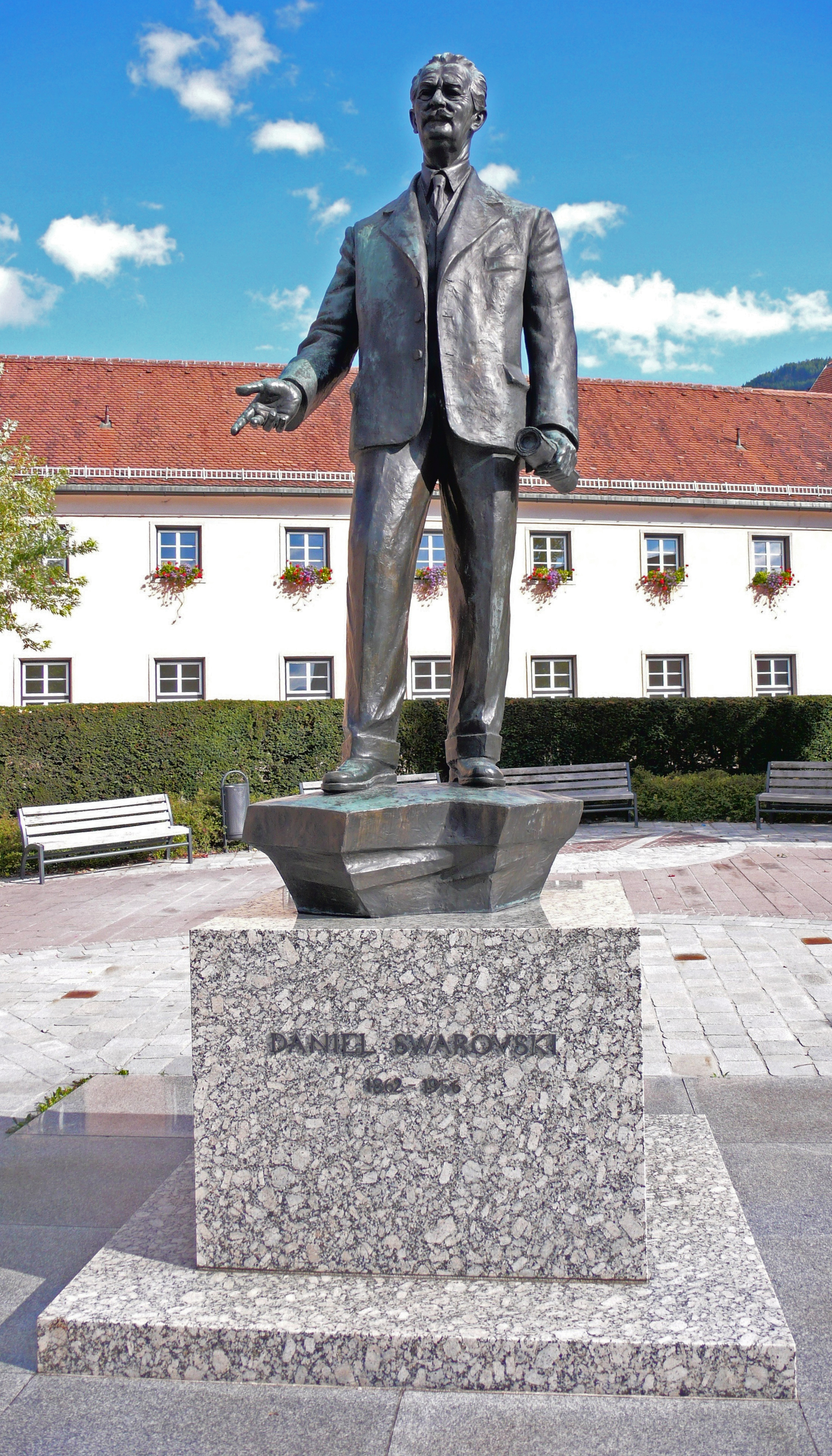
مؤسس الشركة: دانيال سواروفسكي (1862-1956).

سواروفسكي (/swɒˈrɒfski/; تُلفظ بالألمانية: [svaˈrɔfski]  ( سماع)) هي شركة إنتاج نمساوية، رائدة في مجال صناعة الزجاج الرصاصي (أو ما يعرف بالكريستال)، ومقرها مدينة واتينز في النمسا. تنقسم الشركة إلى ثلاثة مجالات صناعية رئيسية: سواروفسكي كريستال بيزنيس، وتنتج المجوهرات والإكسسوارات من الزجاج الرصاصي (أو مجوهرات الرصاص)؛ سواروفسكي أوبتيك، وتصنع الأدوات البصرية مثل التلسكوبات والتلسكوبات البصرية التي تستخدم في البنادق والمناظير؛ والفرع الثالث هو تايروليت وتصنّع أدوات الطحن والنشر والحفر، وتعمل كمورّد للأدوات والآلات.
تعدّ شواروفسكي بيزنس إحدى أكثر الأعمال التجارية العالمية تحقيقاً للأرباح، حيث يصل عدد فروعها إلى حوالي 2800 متجر في 170 دولة ويعمل لديها أكثر من 27000 موظف؛ أما عائداتها فبلغت حوالي 2.6 مليار يورو (عام 2016)

## معلومات عامة
تأسست سواروفسكي في عام 1895 مـ من قِبل دانيال سواروفسكي. منذ ذلك الحين تطورت الشركة لتصبح كيان دولي مع فروع عديدة ولقد قامت بعملية إعادة تنظيم أنشطتها في أمريكا الشمالية، وهي تحضر لزيادة وجودها على شبكة الإنترنت. وبالإضافة إلى ذلك، سواروفسكي يضيف أيضا البيع بالتجزئة في متاجرهم في جميع أنحاء الولايات المتحدة وكندا، تقريبا.
سواروفسكي لديها نحو 9200 موظف، ولقد ظلت إحدى الشركات عائلية المملوكة للقطاع الخاص منذ أن تم إنشائها. سواروفسكي معروف في جميع أنحاء العالم لتصنيع الكريستال «منتجات الدقة» في العديد من الأشكال المختلفة، والأحجام، وإيلاء اهتمام وثيق للتفاصيل، وذلك في محاولة لتقديم الأفضل في عمليات قطع الكريستال، والوضوح، وتألق منتجاتها.
سواروفسكي تعزو نجاحها إلى «السعي الدؤوب نحو الكمال» في عملية إنتاجها.

## التاريخ
ولد دانيال سواروفسكي في (24أكتوبر، 1862—23 يناير 1956) في النظام الملكي النمساوي لقطع الزجاج. وفي عام 1892 حصل على براءة اختراع لآلة القطع الكهربائية التي سهلت إنتاج ريادة حلى زجاج الكريستال.
و في عام 1895، اسس الممول سواروفسكي وأرماند كوزمان وفرانز وايس شركة سواروفسكي، والتي كانت تعرف أصلا باسم كوزمان، دانيال سواروفسكي وشركاه، والتي اختصرت في وقت لاحق إلى K.S.&CO وقد أنشأت الشركة مصنع قطع الكريستال في تيرول، للاستفادة من الطاقة الكهرومائية المحلية من أجل عمليات طحن الطاقة المركزة التي سجل دانيال سواروفسكي براءة اختراعها.

## المنتجات
مجموعة كريستال سواروفسكي تضم نحت الكريستال والقطع المصغرة جدا، والمجوهرات والأزياء الراقية، وديكور المنزل والثريات.
يتم وضع علامة الشعار على جميع المنحوتات. والشعار الأصلى لسواروفسكي هو زهرة إديلويس، والذي استبدلت بشعار (S.A.L)وأخيرا استبدل بالشعار الحالي لصورة البجعة في عام 1988.
و من أجل خلق الكريستال الذي يسمح بكسر الضوء في طيف قوس قزح، غطت سواروفسكي بعض من بلورات الكريستال بتلبيسات معدنية كيميائية خاصة. وأورورا بورياليس، أو "AB"، هي واحدة من أكثر الطبقات شعبية، وتعطي السطح بقعة نفطية لظهور قوس قزح. وتلبيسات أخرى تشمل انتقال الكريستال والبركان والاوروم والدورادو. وطلاءات يمكن تطبيقها على جزء فقط من الكائن، والبعض الآخر يغلف مرتين، وبذلك يتم تعيين AB 2X,DORADO 2X الخ.
สา
و في عام 2004 صدر اكسيليون سواروفسكي، وحقوق الطبع والنشر لقطع جديدة صممت لتحقيق أعلى تألق من الورود (مكونات الكريستال مع شقة الظهور) و (قطع الماس).
مجموعة سواروفسكي يشمل أيضا Tyrolit (صناع المزيل وقطع الأدوات)؛ و Swareflex (العاكس والعلامات المضيئة في الطريق)؛ سيجنيتي (الاصطناعية والأحجار الكريمة الطبيعية؛ وسواروفسكي اوبتيك (أداة بصرية مثل المناظير والنطاقات بندقية).
وتدير الشركة الكريستال تحت عنوان داخلي للمنتزة، فكريستال سواروفسكي هو (كريستال العالم) في دورتها للموقع الأصلي (بالقرب من انسبروك، تيرول، النمسا). فمركز كريستال العالمين واجهته من قبل العشب يغطي الرأس والفم هو الينبوع. فالعشب يغطى منازل ومعارض كريستال العالمين ذات الصلة، أو المستوحاة من بلورات—ولكن لاتعرض كيفية صنع التصاميم الشهيرة التي تنتج أو تنتهى.

### بلورات الكريستال النشطة
في عام 2007 قام سواروفسكي بتشكيل شراكة مع إلكترونيات فيليبس العملاق لإنتاج «البلورات النشطة» مجموعة الإلكترونيات الاستهلاكية. وهذا يشمل أربعة [USB] مفاتيح الذاكرة، وأربعة من سماعات الأذن، وفي عام 2008 شملت البلوتوث اللاسلكي للاذان كعلامة تجارية، مع كل شكل من أشكال كريستال سواروفسكي بوصفها زخرفة.

### تبلور -- عناصر سواروفسكي
تبيع سواروفسكي أيضا الخرز وحجر الراين لاستخدامها من قبل المصنعين والمستهلكين والفنانين في تصاميمهم.
و في عام 2007 طرحت الشركة أيضا ماركة المنتج crystallized.com الموقع الذي يوفر معلومات عن المصممين والمصنعين في عالم الأزياء، والمجوهرات، والإكسسوارات والديكورات الداخلية. وتبلور—عناصر سواروفسكي هو منتج جديد لماركة بلورات سواروفسكي في مجموعة متنوعة من الأشكال والأحجام والألوان. والمنتجات التي وصفت بهذه العلامة التجارية تضمن أصالة من كريستال سواروفسكي المستخدمة في الإبداعات من بيوت الأزياء العالمية والمصممين.

### التماثيل والمقتنيات
تماثيل سواروفسكي على درجة عالية من التحصيل، مع أسلوب المرأة المنمقة ويجري إنشاء أول تمثال. واصغر نسخة من هذه المرأة، والتي أصبحت تسمى الآن «نسخة المرأة» لا تزال متاحة للشراء. هناك أنواع كثيرة من التماثيل من الخنافس من مقتنيات ديزني وهي طبعة محدودة.
สทส

## اماكن التوزيع

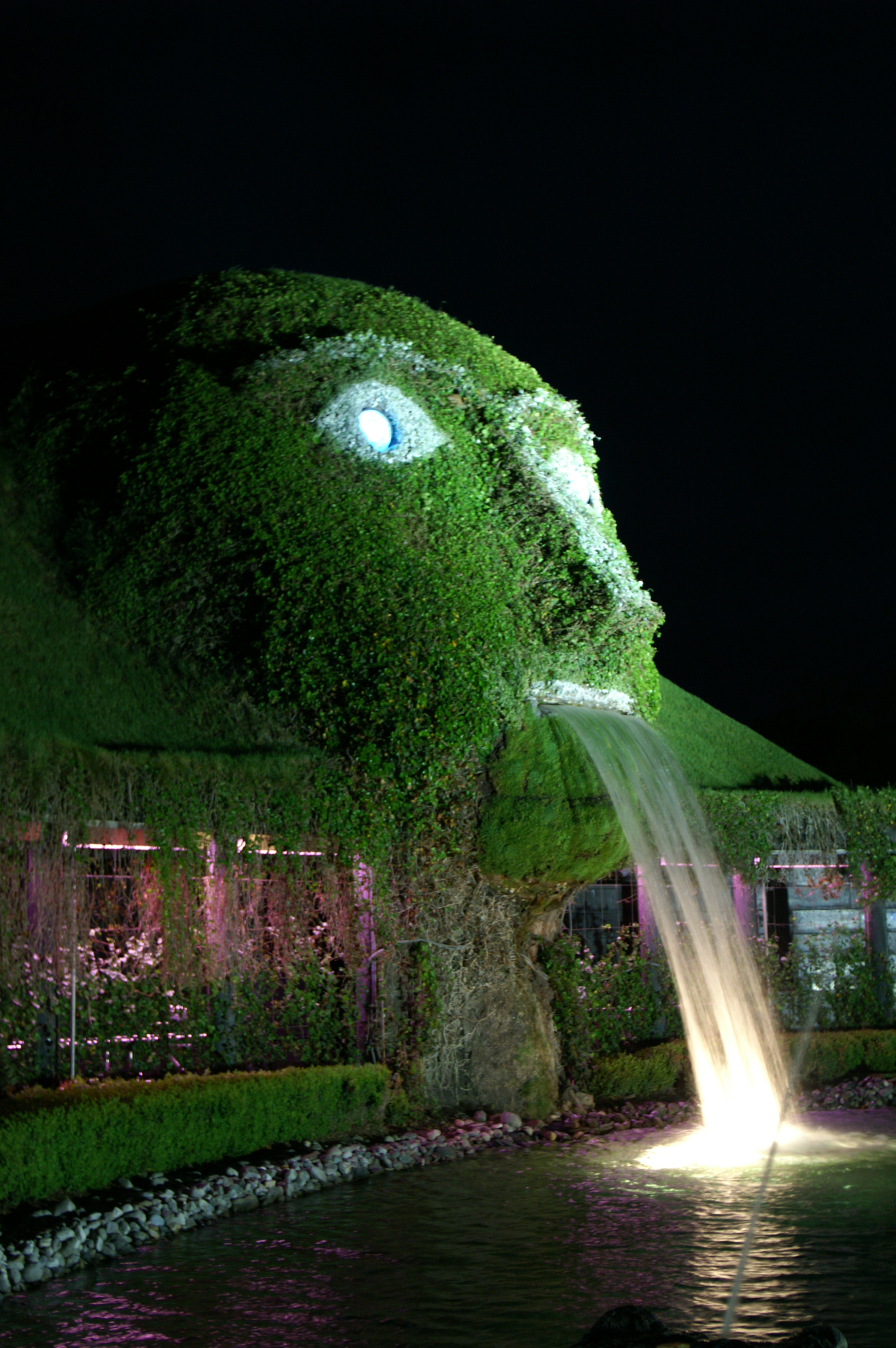
عالم سواروفسكي للكريستال

### المقر الرئيسي في واتنز
أسس دانيال سواروفسكي (Daniel Swarovski) رؤيةٌ شركة قص الكريستال في واتنز (Wattens)، تيرول (Tirol) (النمسا) في عام 1895 على مبدأ أنَّ الكريستال يجب أن لا يعتبر كمادة فقط، ولكن كمصدرٍ للإلهام. ولدى سواروفسكي ثلاثة مواقعٍ أصبح الكريستال فيها تجربةً شاملة، إنّها سواروفسكي كريستال فيلتين (Kristallwelten) وسواروفسكي إنسبروك (Innsbruck) وسواروفسكي فيينا.

### عالم سواروفسكي للكريستال
تقعُ سواروفسكي كريستال فيلتين في مدينة واتنز، على بعد حوالي 15 كم من إنسبروك، عاصمة تيرول، لقد تخيل فنان الوسائط المتعدّدة أندري هيلر (André Heller) عالم سواروفسكي للكريستال- إنّه مكانٌ حيث يتحِدُ الكريستال مع الفن. النتيجة هي كونٌ مُعدٌّ للاكتشاف. فهو يدخلك إلى حجرات العجائب الأسطورية ويُدهشك بأعمال الفنانين المشهورين عالمياً والذين قد أعادوا تقديمَ الكريستال وأعطوا شكلاً جديداً ساحراً له. كما يدعوك واحدٌ من أكبر متاجر سواروفسكي في العالم ومتنزهٌ مصممٌ بطريقة إبداعيةٍ أيضاً للمكوث لفترة أطول من الزمن- مع متاهة وحديقة ألبية وقطعٍ فنيةٍ وإطلالةٍ بانورامية.

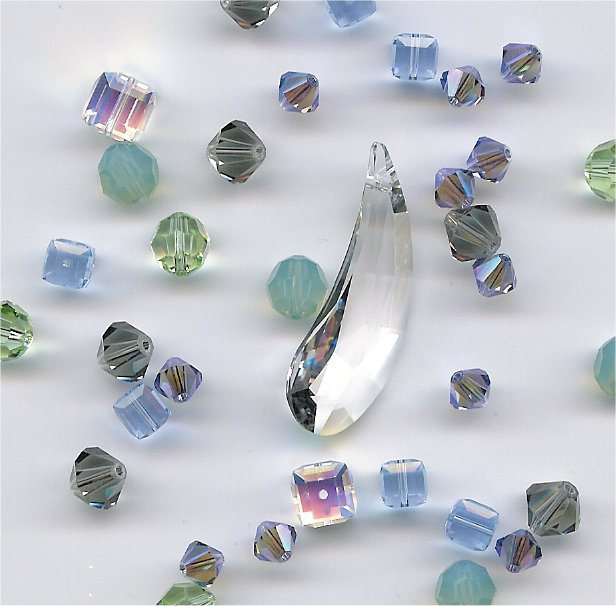
خرز سواروفسكي

يعرف الكثيرون سوارفسكي (Swarovski) التي تعد العلامة الأشهر في صناعة الكريستال، إلا أن ما لا يعلمه البعض أنه بالإمكان الاستمتاع برحلة في أعماق الكريستال؛ في متحفسوارفسكي الواقع أمام مصنع الشركة العريقة، في منطقة إنسبروك النمساوية، الذي يعد من المعالم السياحية البارزة، التي تستقطب السياح ويعتز بها النمساويون.
هذا المكان لا يضاهى بأي شيء آخر في عالم الكريستال، يظهر وكأنه قطعة كريستالية عملاقة تحيط بالمارة من كل مكان، حيث يتكسر الضوء والصوت في المرايا البالغ عددها 595 مرآة. وكل مرة ينغمر المكان بلون مختلف وتعكس أشكال الموجودين مئات المرات وبأبعاد مختلفة، وبداخل كل ذلك تقع القبة «الجيوديسية» الخاصة بالقبة الكريستالية التي تنقل في الوقت نفسه الشعور بالفضاء واللانهاية، مع الإشارة إلى أنه في وسط المكان بالإمكان إجراء تجربة صوتية على أشدها، حيث تتغير نغمات الصوت بشكل كبير.
وما إن يتجاوز الزائر قبة الكريستال حتى يصل إلى المسرح الآلي لجيم ويتنجز، حيث تتحرك مجموعة من الدمى بانسجام مع أصوات الموسيقى، وهي ترتدي ملابس مرصعة بالكريستال، مع بعض الأدوات المتحركة وكأنها أشباح سحرية، وذلك حتى الوصول إلى غرف العجائب، التي صممها فنان الوسائط المتعددة أندريه هيلر عام 1995، وكانت له رؤية مفادها أن الكريستال كمادة ذات إمكانات لا نهائية يرتبط في عالم الكريستالسوارفسكي بالفن في تنوعه كقوة خلاقة، والنتيجة هي عالم من الاكتشافات، فهناك المشاهدة؛ والسمع؛ والشعور؛ والاستماع. إنه مكان لن تراه على نفس الشاكلة مرتين، والسحر يسكن أعلى عالم الكريستال.

### سواروفسكي فيينا
يقع عالم سواروفسكي للكريستال في كارنتنر شتراسه. إنَّ القيام بزيارة إلى سواروفسكي فيينا هو أكثر من مجرد رحلة تسوق، إنّها رحلةٌ في عالمٍ من الكريستال والتصاميم وألوان متنوعة تلفت الانتباه. في وسط قلب المدينة في ما قد يكون شارع التسوق الأكثر تقليدية في فيينا تشدُّ الواجهةُ البراقة للمباني بشكلٍ سحريٍّ انتباهَ الزوار. حيثُ تنتظرُ تشكيلةٌ هائلة من المنتجات أن يتم اكتشافها وذلك ضمن ثلاثة مستويات: مثل المجوهرات الرائعة والإكسسوارات المغرية وأشياءٌ كريستاليةٌ طليعيّة وقطعُ تصاميم مدهشة وتماثيلٌ كريستاليةٌ صغيرةٌ ساحرة. أوقات العمل: من الإثنين- الأربعاء من الساعة 9 صباحاً-8 مساءً من الخميس- الجمعة من الساعة 9 صباحاً- 9 مساءً السبت من الساعة 9 صباحاً-6 مساءً أيام الآحاد وفي العطلات مغلق.

### سواروفسكي إنسبروك
تقدم سواروفسكي في واحدٍ من أقدم المباني في إنسبروك مجموعةً من المنتجات المتعددة الأوجه تشملُ منتجاتٍ كريستالية ذات تصميمٍ فريد والديكورات الداخلية، والمجوهرات والموضات. تتضمن المجموعة الأنيقة قطعاً من المجوهرات من سواروفسكي، وإكسسوارات وقطعاً فنيةً كريستالية من خط دانيال سواروفسكي في باريس وكذلك تماثيلَ كريستاليةً صغيرةً من مجموعتي«كريستال سيلفر سواروفسكي» و«كريستال مومينتز». بالإضافة لذلك، فهنالك بانتظار الزوارِ مجموعةٌ حصريّةٌ من المجوهرات والإكسسوارات التي طورت مع علامات تجارية شريكة وصنعت بالتعاونِ مع شركة CRYSTALLIZED™ - Swarovski Elements. تُتمِم ثريات كريستالية ثمينة وتصاميم كريستالية من مجموعة «كريستال ديكور» وتصاميم دقيقة من مجموعة «سواروفسكي أوبتك» التشكيلةَ الواسعة

## في الثقافة الشعبية
في عام 2004، خلق سواروفسكي قطر 9 قدم و 550 نجمة والتي تتصدر شجرة عيد ميلادمركز روكفلر في مدينة نيويورك للمرة الأولى من خمس سنوات متتالية.
كما كان سواروفسكي راعيا لفيلم طيف الأوبرا عام 2004 الذي يعتبر نموذج دائم من الثريا وكان يتألف من كريستال سواروفسكي. ونافذة محل سواروفسكي هي أيضاً مرئية في الفيلم. ولكن بدلا من استخدام زهرة إديلويس، وهو ما كان عليه الحال في عهد الفيلم كان من المقرر أن يكون الشعار الحالي شخص فائق الجمال تستخدم بدلا من ذلك.
وفي الذكرى الخامسة والسبعون السنوية لعيد ميلاد راديو سيتي المذهلة، زين كريستال سواروفسكي الملابس التي يرتديها روكيتس خلال خاتمة العدد.
تقع عوالم سواروفسكي الكريستالية في موطنِ كريستال سواروفسكي، قريةٌ نمساويةٌ هادئةٌ قريبةٌ من إنسبروك وميونيخ وسالزبورغ وزيل إم سي. يحمي هذه العوالمَ عملاقٌ ينفثُ الماءَ من فمه وهو محفورٌ في منحدر التلّ بعيونٍ كريستاليةٍ براقة، حيثُ تأخذ العوالم الكريستالية الزائرَ برحلةٍ في عالم الكريستال ويتمّمها معلمٌ خاصٌّ جداً: أكبر متجرِ سواروفسكي في العالم.

## معرض الصور

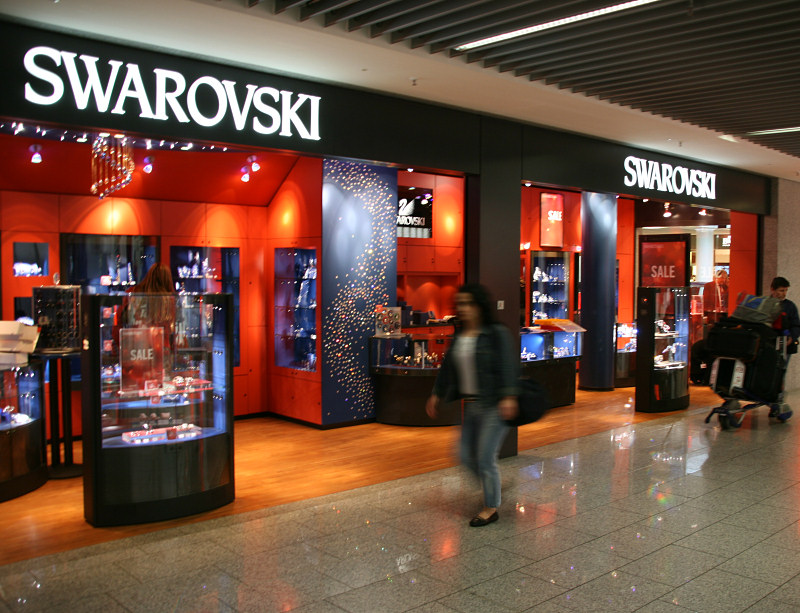
مخزن سواروفسكي في فرانكفورت
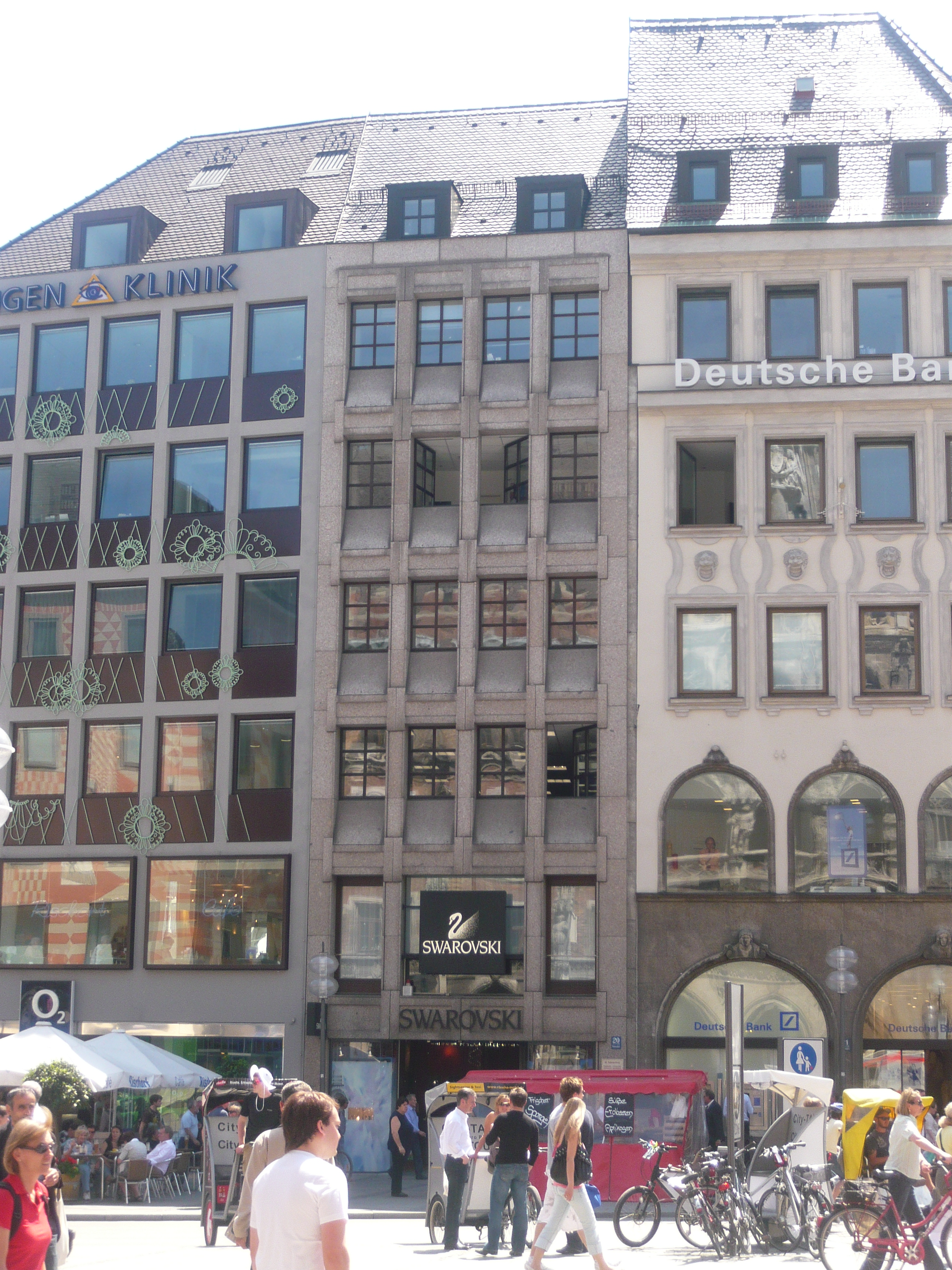
مخزن سواروفسكي في ميونيخ
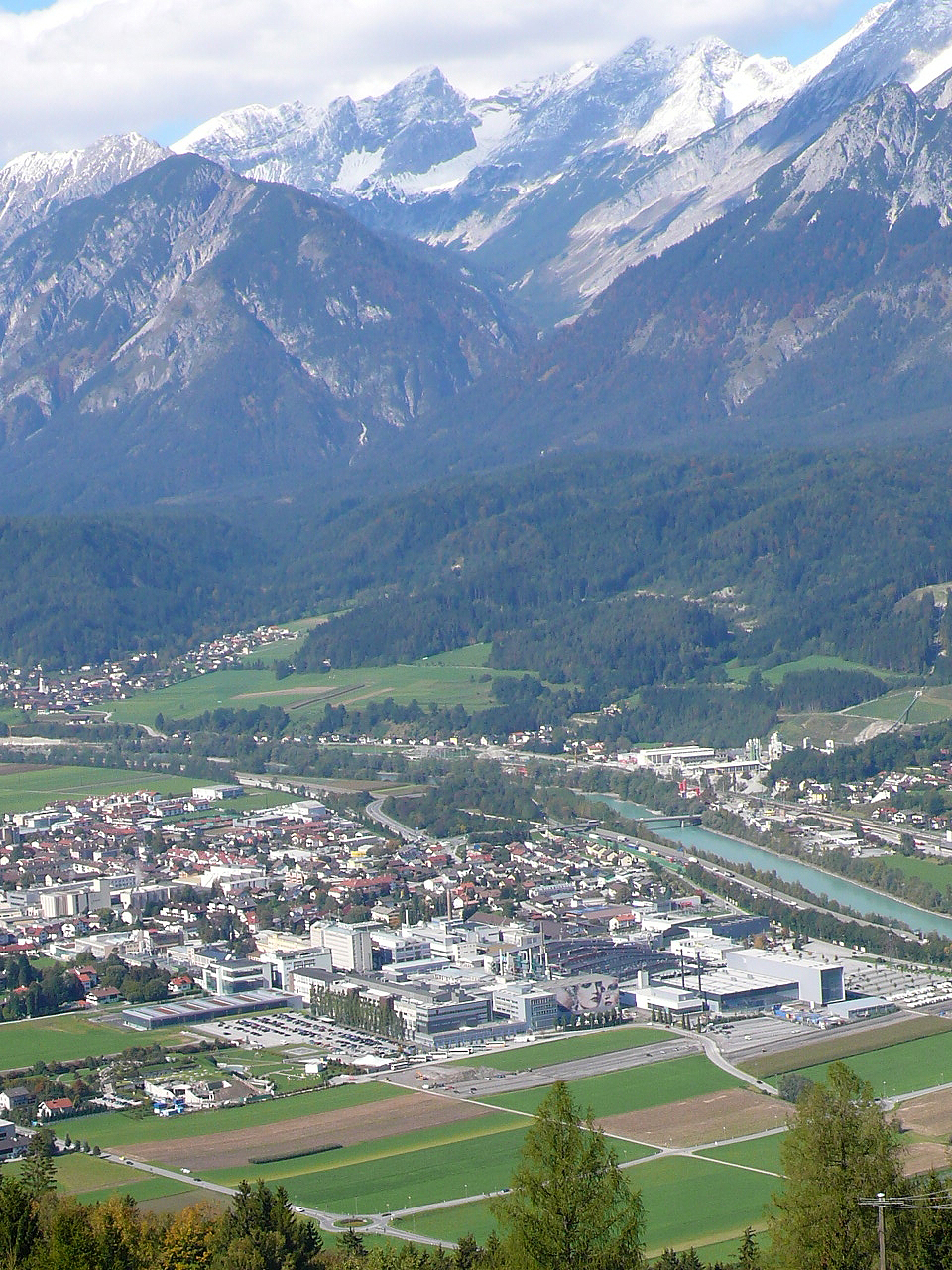
سواروفسكي Wattens
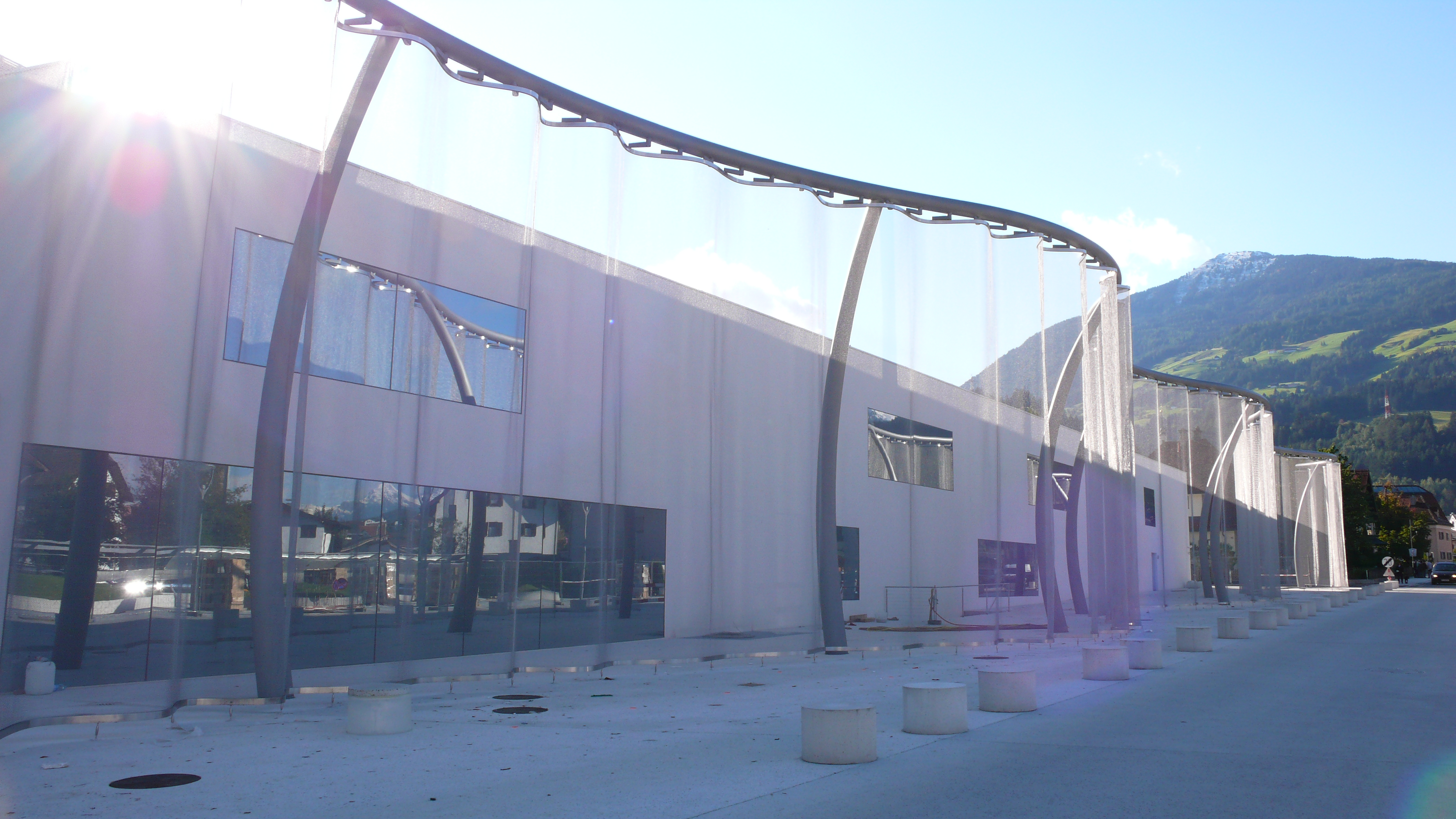
Swarovskistraße Wattens سبتمبر 2007

## وصلات خارجية
- - الموقع الرسمي
- موقع سواروفسكي ديي
- عنصر سواروفسكي للحرف اليدوية
- مجلة سواروفسكي
- مسؤول تبلور مخزن سواروفسكي
- عمل موقع سواروفسكي على الإنترنت
- سواروفسكي اوبتيك
- كريستال سواروفسكي
- سواروفسكي أبوظبي
- "Swarovski: Runway Rocks - Photographs from a catwalk show at the V&A". Fashion, Jewellery & Accessories. متحف فكتوريا وألبرت. مؤرشف من الأصل في 2011-01-08. اطلع عليه بتاريخ 2007-08-05.